# Dacia 1300
Dacia 1300 je osobní automobil vyráběný rumunskou firmou Dacia mezi lety 1969 a 1983. Má stejnou konstrukci i design jako Renault 12. Většina automobilů byla používána ve Východním bloku, exportované automobily byly známy pod názvem Dacia Denem. V roce 1983 automobil nahradila upravená verze Dacia 1310, která se vyráběla až do roku 2006.